# Dendropsophus luteoocellatus
Dendropsophus luteoocellatus és una espècie de granota que viu a Veneçuela.